# Sovjetrepubliek Noord-Kaukasus
De sovjetrepubliek Noord-Kaukasus (Russisch: Се́веро-Кавка́зская  Советская Республика) was een autonome republiek in de RSFSR. De republiek bestond van 7 juli 1918 tot december 1919. De republiek ontstond uit de sovjetrepubliek Koeban-Zwarte Zee, de sovjetrepubliek Terek en de sovjetrepubliek Stavropol  De hoofdstad was Jekaterinodar. De republiek ontstond in de Noordelijke Kaukasus tijdens de Russische Burgeroorlog onder het bewind van de bolsjewieken te houden. Na de inname van Krasnodar door het vrijwilligersleger van Anton Denikin op 17 augustus werd de hoofdstad verplaatst naar Pjatigorsk.
Aan het einde van het jaar 1918 toen het grootste deel van de republiek veroverd was door het Witte Leger, schafte het Heel-Russisch Centraal Uitvoerend Comité de republiek af en het gebied van de republiek werd onderdeel van de Russische Socialistische Federatieve Sovjetrepubliek.